# Classe di viaggio

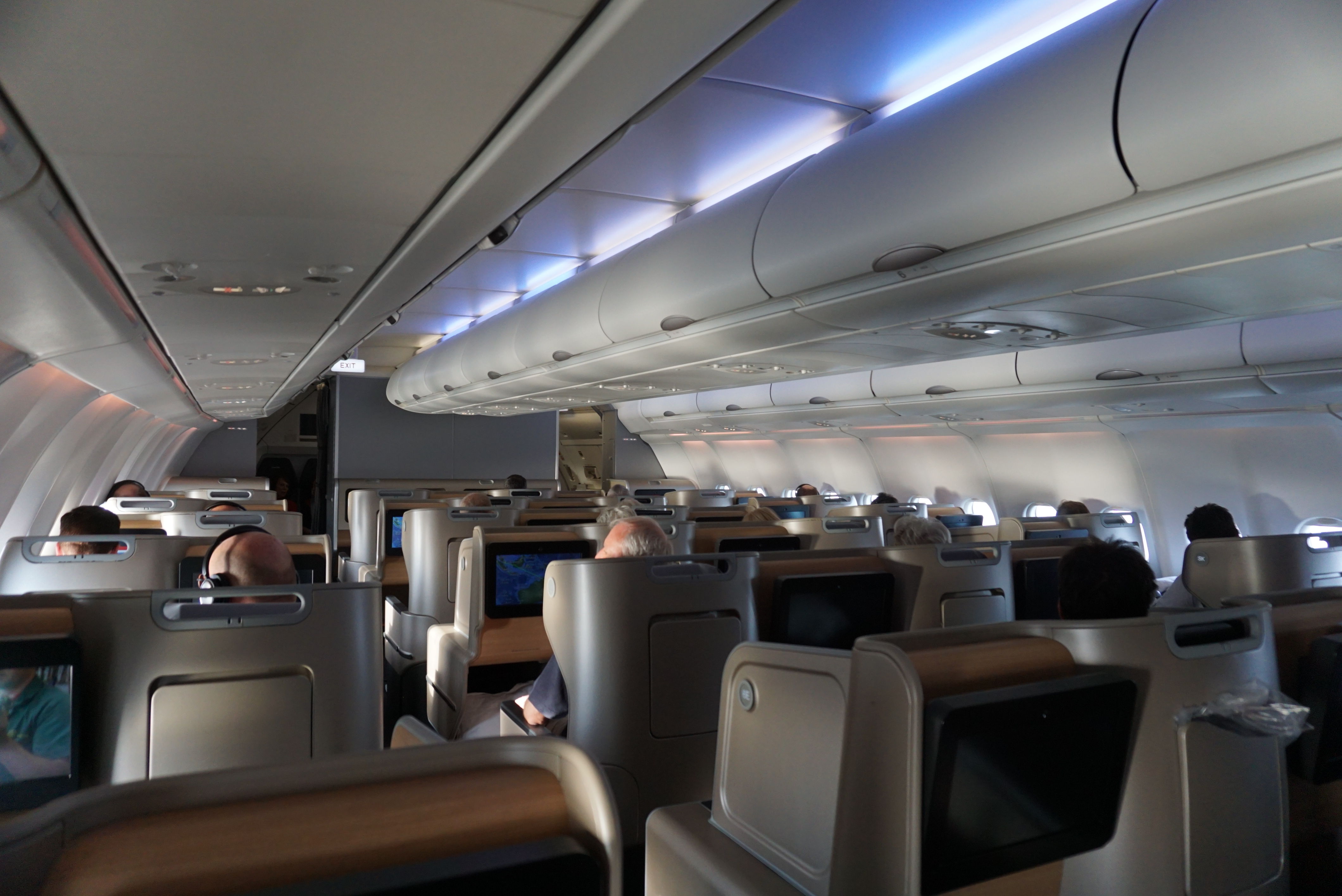
La cabina di classe business su un Airbus A330 di Qantas.

La classe di viaggio è il grado che specifica la qualità della sistemazione e dei servizi sui mezzi pubblici. La sistemazione può essere, ad esempio, un posto a sedere o una cabina. Le classi di viaggio più elevate sono progettate per garantire più comfort e sono in genere più costose.

## Aviazione civile

Mappa che mostra la disposizione dei sedili su un Boeing 747-400 di Asiana Airlines, aereo ormai ritirato dalla flotta.

Nella maggior parte dei casi un aereo di linea è suddiviso, dalla cabina di pilotaggio alla coda, in prima classe, classe business e classe economica, ogni classe forma una cabina. Negli ultimi anni, alcune compagnie aeree hanno aggiunto la classe economica premium come classe intermedia tra quella economica e business.
Ogni classe, tuttavia, differisce anche per condizioni e vantaggi che possono diminuire o aumentare il prezzo pagato per la prenotazione, come punti frequent flyer (il prezzo diminuisce), supplemento per bagaglio (il prezzo aumenta), politiche di rimborso ecc.

## Navi da crociera
Prima che le navi da crociera dominassero il mercato dei collegamenti via mare, i transatlantici offrivano diverse classi di viaggio, spesso suddivise in prima classe, seconda classe e terza classe. Alcune compagnie, come Cunard Line, mandano avanti questa tradizione, offrendo cabine denominate "Queen's Grill", "Princess Grill" e "Britannia", ognuna delle quali dispone di lounge e ristoranti dedicati a bordo.

## Ferrovie
I treni offrono spesso la prima classe e la seconda classe (conosciuta come "classe standard" nel Regno Unito). Tuttavia, per i treni con carrozze letti, potrebbero essere previsti ulteriori servizi di lusso.

### Cina
I treni tradizionali in Cina offrono solitamente delle classi chiamate "vagone letto morbido", "vagone letto duro", "sedili morbidi" e "sedili duri", a seconda della tratta.
I treni ad alta velocità della China Railway High-speed (CRH) offrono le seguenti classi: "vagone letto morbido" (disponibile solo su alcune tratte notturne), sedile business, sedile di prima classe e sedile di seconda classe.

### Europa
Agli albori del settore ferroviario in Europa, quasi tutte le compagnie ferroviarie offrivano tre classi per i servizi passeggeri: la "prima classe" era la classe più lussuosa e meno richiesta, dotata di sedili imbottiti, mentre la "seconda classe" aveva sempre dei sedili imbottiti, ma posizionati sul piano inferiore del treno e con meno posti a sedere disponibili. D'altra parte, la "terza classe" offriva solo delle panche di legno. Mentre la maggior parte dei treni passeggeri trasportava solo una o due carrozze di "prima classe" e "seconda classe", una carrozza su due era solo di "terza classe".

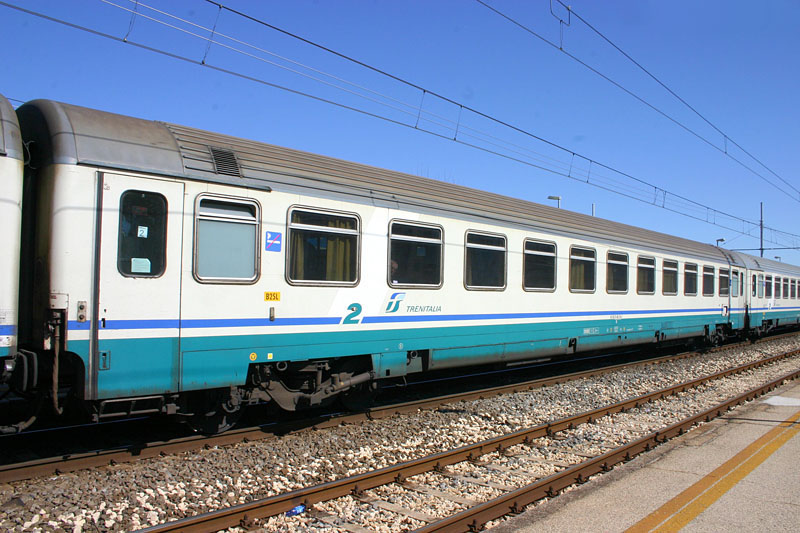
Una carrozza di un treno passeggeri italiano, il "2" presente sul lato esterno della carrozza rappresenta la seconda classe.

Ad oggi, le classi sono generalmente due, vengono chiamate "prima classe", "seconda classe" o "classe economica", oppure l'equivalente nella lingua locale. Nel Regno Unito, la Midland Railway ritirò dal servizio la sua "seconda classe" nel 1875, offrendo solo viaggi in "prima classe" e "terza classe". In realtà, furono le carrozze e gli scompartimenti di "terza classe" con sedili in legno ad essere eliminati, con i passeggeri di "terza classe" che ora viaggiavano in quella che era stata la "seconda classe", ma al prezzo originale più basso. Allo stesso tempo, Midland Railway ridusse il costo dei suoi biglietti di "prima classe" ai prezzi precedentemente applicati per la "seconda classe". Questa iniziativa attirò molti più passeggeri e altre compagnie ferroviarie seguirono l'esempio. Alla fine del XIX secolo, tutti i treni britannici erano composti da sole due classi (chiamate ancora "prima" e "terza"), entrambe con sedili imbottiti dotati anche di illuminazione e riscaldamento. Le eccezioni erano alcuni treni di "terza classe" riservati ai lavoratori ai sensi del "Cheap Trains Act" del 1883, che mantenevano panche di legno per facilitarne la pulizia, e i "treni-barca" che si collegavano con traghetti e treni per l'Europa continentale, dove le tre classi di viaggio sui treni erano ancora la norma e quindi continuavano a offrire sistemazioni di "prima", "seconda" e "terza" classe, sebbene la sistemazione di "terza classe" rimanesse sostanzialmente equivalente alla "seconda classe" sugli altri treni europei.

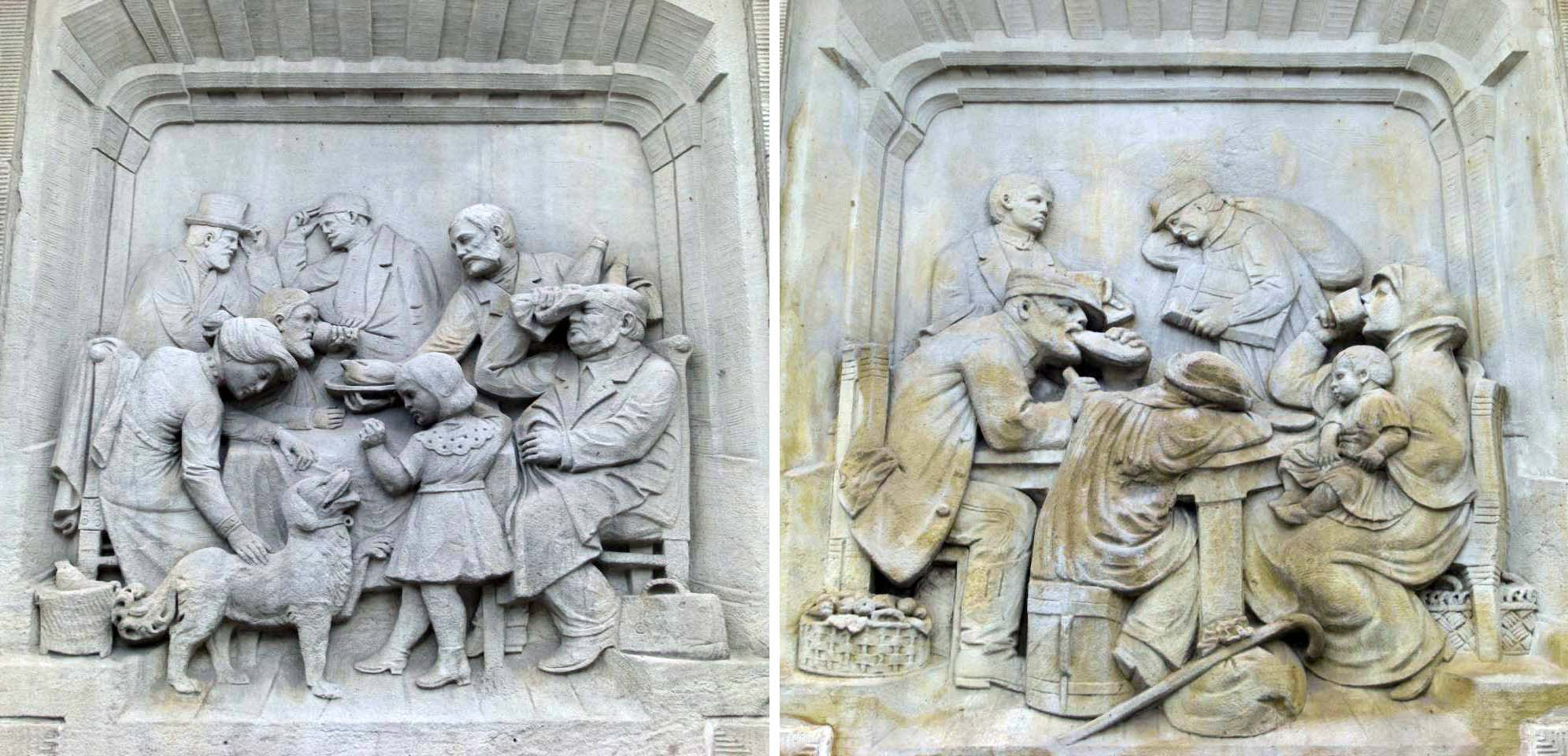
Altorilievo rappresentante le classi di viaggio all'inizio del XX secolo. Rappresentazioni dei ristoranti delle stazioni di prima e seconda classe (a sinistra) e terza classe (a destra). Rilievi presenti alla Stazione di Metz-Ville, in Francia.

La struttura a tre classi venne dismessa sulla maggior parte delle ferrovie europee alla fine degli anni '50 per favorire una struttura a due classi ideata dall'Union internationale des chemins de fer (UIC). Infatti, la vecchia "prima classe" del periodo precedente alla Seconda Guerra Mondiale fu dismessa senza alcuna sostituzione a causa del basso numero di passeggeri nel dopoguerra, quindi la vecchia "seconda classe" divenne la nuova "prima classe" e la "terza classe", con sedili in legno praticamente inesistenti, fu dichiarata la nuova "seconda classe".
I treni in Gran Bretagna continuarono a prevedere una struttura a due classi, con quella superiore chiamata "prima classe". La classe inferiore fu rinominata da "terza classe" a "seconda classe" da British Railways a partire dal 3 giugno 1956, e poi in "classe standard" dall'11 maggio 1987.
Una convenzione utilizzata dalla maggior parte delle compagnie ferroviarie europee prevede che la sezione di prima classe di un treno sia contrassegnata in giallo, solitamente con una fascia gialla sopra le porte e/o i finestrini. Le aree di prima classe possono consistere in intere carrozze oppure possono essere posizionate su un'estremità di una carrozza, mentre l'altra estremità è di seconda classe. Gli scompartimenti di seconda classe hanno solitamente posti a sedere in configurazione 2–2 (2 posti per lato del corridoio); gli scompartimenti di prima classe sono in genere configurati in 2–1. In Gran Bretagna e Francia, alcuni treni suburbani a breve percorrenza utilizzano una configurazione 2–3 per la seconda classe e 2–2 per la prima classe.
I treni metropolitani, suburbani e locali a volte sono solo di seconda classe. I treni di sola prima classe erano comuni fino agli anni '80 (come i treni di Trans Europ Express), ma oggi sono piuttosto rari. I treni ad alta velocità spesso hanno prezzi più alti rispetto ai treni a bassa velocità sulla stessa tratta, ma offrono comunque posti in prima e seconda classe.
In Irlanda, i treni sono principalmente configurati in classe standard, con solo alcuni dei servizi a lunga percorrenza che offrono una classe superiore, denominata "Premier" sulle carrozze "IE 22000 Class", "CityGold" sulle carrozze trainate da locomotive "Mark 4" e "First Plus" sulle tratte internazionali. Nessun servizio per pendolari offre classi premium. I vantaggi premium possono essere limitati a una piccola lampada e al servizio al tavolo, ma possono includere anche dei posti a sedere reclinabili in configurazione 2–1 e opzioni di ristorazione avanzate.
In Germania, dalla seconda metà del XIX secolo al 1928, esisteva una "quarta classe" ("4. Klasse") su quasi tutti i treni locali. Offriva un comfort molto basso: i passeggeri dovevano sedersi su degli assi di legno con schienali rudimentali. Gran parte dello spazio negli scompartimenti era lasciato vuoto per consentire ai contadini di trasportare merci e bestiame all'interno della carrozza.

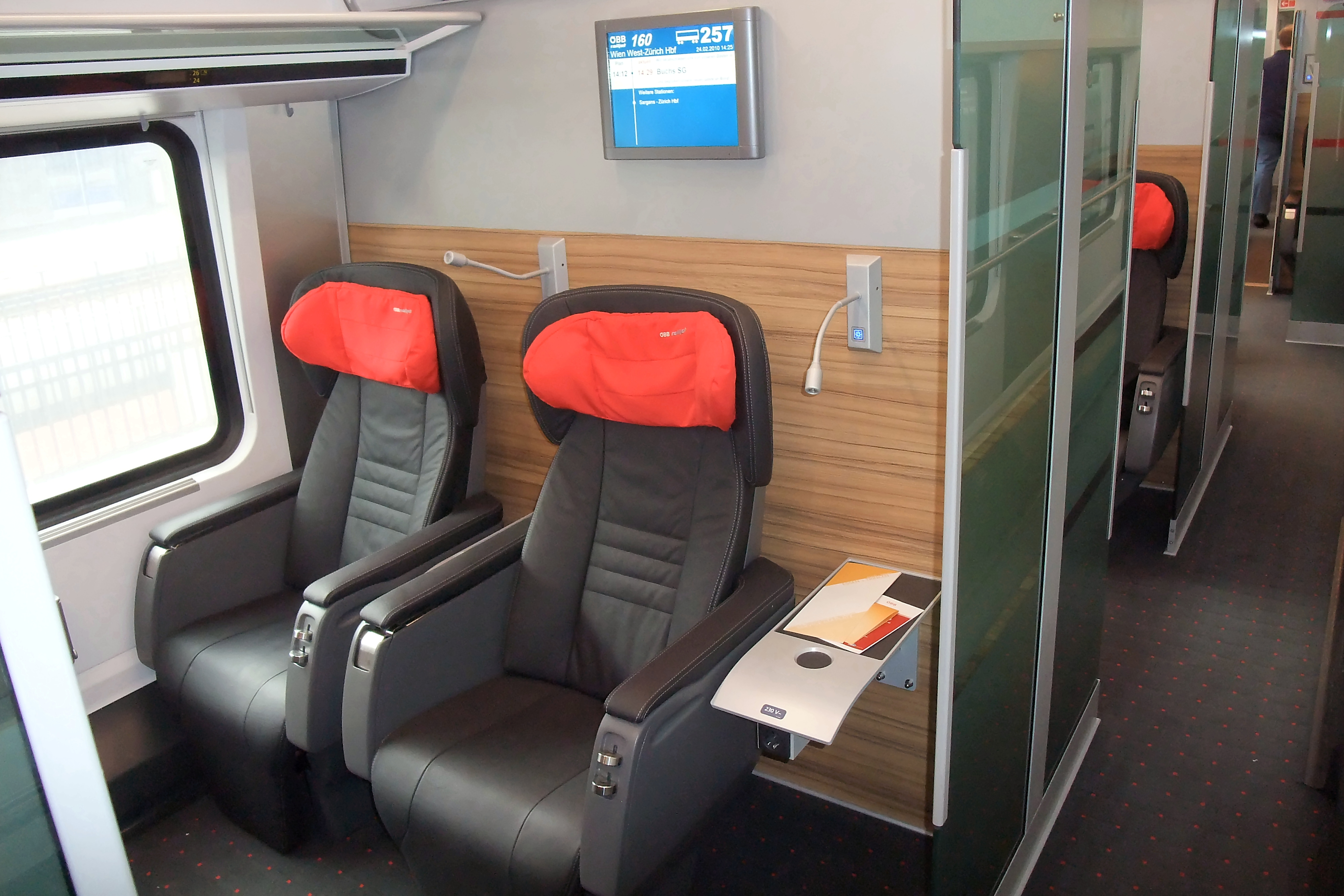
I sedili di prima classe su un treno della Österreichische Bundesbahnen (ÖBB).

In Austria (e nei paesi limitrofi da cui è servito) il Railjet è tornato ad utilizzare una struttura a tre classi, con la classe di servizio più alta denominata, in modo fuorviante, "Business Class".

### Giappone
A partire dal 1872, in Giappone venne adottata una struttura a tre classi, sia per le carrozze con posti a sedere che per quelle con posti letto. Nel 1960, con il miglioramento delle condizioni sui treni di seconda e terza classe, i passeggeri di prima classe erano pochi; pertanto, le poche carrozze di prima classe rimaste furono ribattezzate "speciali" e disponibili per essere noleggiate, e di conseguenza il sistema ferroviario giapponese passò a un sistema a due classi, di cui la seconda classe originaria divenne la prima e la terza classe divenne la seconda.
Nel 1969, la struttura in classi fu dismessa. La prima classe fu ribattezzata "Green Class" e la seconda "Standard".
Tutti i membri del Japan Railways Group (JR) offrono classi di viaggio separate, con diversi livelli di disponibilità su ogni treno.
La Kyushu Railway Company (JR Kyūshū), la Hokkaido Railway Company (JR Hokkaido) e la East Japan Railway Company (JR East) offrono tutte un servizio noto come "Green Car" (carrozze verdi), su quasi tutti i loro treni intercity. Inoltre, la Central Japan Railway Company (JR Central) e la Shikoku Railway Company (JR Shikoku) offrono le carrozze verdi su alcuni treni, e anche alcuni treni della West Japan Railway Company (JR West) ne hanno una. L'alternativa alle carrozze verdi è la "Ordinary Car". Sebbene i biglietti per la Ordinary Car possano essere acquistati con o senza posto a sedere riservato, tutti i biglietti per la Green Car prevedono posti a sedere riservati. È necessario acquistare il biglietto in anticipo ed è disponibile una versione speciale del Japan Rail Pass che consente di viaggiare nelle carrozze verdi.
La maggior parte dei sedili delle carrozze verdi presentano una larghezza e uno spazio per le gambe maggiori. In alcune stazioni, le carrozze verdi sono situate più vicine alle scale mobili che portano alla piattaforma del treno. Le carrozze verdi offrono spesso anche pantofole e libri in giapponese.
Inoltre, JR East offre una terza categoria di servizio, la "Gran Class", disponibile sulla tratta percorsa dai treni Hayabusa. Le caratteristiche delle carrozze di Gran Class includono sedili in pelle reclinabili, poggiapiedi rialzati, tavoli da pranzo e vassoi per cocktail regolabili e illuminazione personale. I pasti completi, sia giapponesi che occidentali, sono forniti da personale dedicato, che serve anche bevande analcoliche e alcoliche. Poiché il treno Hayabusa effettua un servizio a lunga percorrenza verso la regione di Tōhoku, vengono forniti accessori per la notte come pantofole, coperte e mascherine per gli occhi.

### India
Le ferrovie indiane offrono in genere sei classi di sistemazione sui treni:
- La "Prima Classe A/C (1A)" è la classe di viaggio ferroviaria più elevata e non è disponibile su tutti i treni. Offre cabine climatizzate a due e quattro letti con porte chiudibili.
- Il treno "Two Tier A/C (2A)" offre cabine climatizzate in configurazione 4–2, ma la privacy è garantita da tende al posto delle porte presenti nel treno 1A. In genere, sui treni a lunga percorrenza ci sono una o due carrozze 2A.
- Il treno "Three Tier A/C (3A)" offre cabine climatizzate in configurazione 6–2 (sei letti su un lato e due letti sull'altro lato del corridoio). La maggior parte dei treni ha da due a cinque carrozze 3A.
- La "Carrozza A/C (CC)" è presente su dei treni a breve percorrenza che effettuano la tratta entro un giorno. I posti a sedere sono solitamente in configurazione 3–3.
- La classe "Sleeper (SL)" è configurata in modo simile alla 3A, ma non è dotata di aria condizionata. In genere, i treni sono composti da dieci-quindici carrozze SL.
- Seconda Classe (Riservata) (2S): simile alla CC, ma senza aria condizionata. È possibile prenotarla in anticipo o non prenotarla.
- La "Seconda Classe (II)" per i treni a lunga percorrenza è simile alle carrozze SL, ma presenta cuccette centrali in legno. Tuttavia, i treni locali e suburbani possono offrire una diversa tipologia di seconda classe, avente una cabina aperta con file di sedili in legno disposte a coppie, una di fronte all'altra.

Alcuni treni presentano anche le seguenti classi:
- "Terza Classe Economica AC (3E)". Simile alla "Three Tier A/C", questa classe offre però un letto centrale aggiuntivo nella sezione laterale del cubicolo con aria condizionata, offrendo così una sistemazione con sei e tre letti. Questa tipologia di sistemazione è pensata per le persone meno abbienti, che desiderano un viaggio confortevole a un prezzo inferiore.
- "Prima Classe (FC)", simile nella configurazione alla classe 1A, ma priva di aria condizionata. Questa classe è attualmente in fase di eliminazione a favore delle classi 2A, leggermente più costose, e 3A, più economiche. Nel 2011, era disponibile solo sui treni locali di Mumbai e su alcuni treni in tutta l'India.
- La carrozza "Executive AC Chair (EC)" ha una configurazione 2–2 e include il servizio di ristorazione. È disponibile solo sui treni "Shatabdi Express" e "Tejas Express", che collegano le principali città raggiungibili in un giorno solo.

### Indonesia
I treni indonesiani, gestiti dalla compagnia ferroviaria statale Kereta Api Indonesia, offrono ora quattro classi per i viaggi a lunga percorrenza. Tutti i tipi di carrozze sono dotate solo di sedili (non ci sono vagoni letto):
- "Executive First Class (Eksekutif)": la classe più alta e costosa, offre servizi più confortevoli: sedili reclinabili a 2 posti e infotainment. Le carrozze di prima classe sono classificate dal ministero dei trasporti come "K1".
- "Business Class/seconda classe (Bisnis)": classe media, la tariffa è circa il 60% più economica di quella della classe executive. I sedili sono installati in configurazione 2-2, con angolo di reclinazione di 60 gradi. Le carrozze di classe business sono classificate dal ministero dei trasporti come "K2". Le compagnie ferroviarie indonesiane stanno eliminando gradualmente questa classe.
- "Classe Economica Premium": livello intermedio tra la classe business e la classe economica, la tariffa è quasi la stessa della classe business, con dei sedili reclinabili in configurazione 2–2.
- "Economy Class/terza classe (Ekonomi)": la classe più economica e di minore qualità. Le carrozze di classe economica sono classificate dal ministero dei trasporti come "K3".

Su ogni carrozza di tutte le classi è vietato fumare ed è presente l'aria condizionata. Tutti i passeggeri devono prenotare il posto, ad eccezione dei treni pendolari. Tutti i posti possono essere prenotati da 30 a 90 giorni fino a pochi minuti prima dell'orario di partenza, quando i posti sono ancora disponibili. I treni a media e lunga percorrenza sono dotati di caffetteria a bordo, servizi igienici con scarico (le carrozze passeggeri più vecchie hanno servizi igienici alla turca), un addetto al servizio clienti a bordo (capotreno), servizi di sicurezza a bordo e servizi di pulizia.
I treni di "Classe Executive" sono i più veloci e fermano solo in poche stazioni principali. D'altra parte, i treni di classe business sono leggermente più lenti, ma generalmente non fermano troppo spesso e potrebbero contenere anche delle carrozze di classe economica. I treni di classe economica impiegano molto più tempo per raggiungere la destinazione, poiché fermano in molte stazioni più piccole e devono superare tutto il traffico dei treni di Classe Executive e Business che vanno nella stessa direzione. Molte tratte meno importanti non offrono né la classe business né quella Executive. Alcuni servizi hanno più di due o tre classi miste (Executive-Business, Executive-Economy, Executive-Premium Economy o Executive-Business-Economy).
Per i treni locali o pendolari, il servizio a classe singola è il tipo di servizio più comune. Tuttavia, in alcune aree potrebbero esserci anche altre classi con disposizione dei posti a sedere e tempi di percorrenza diversi, in cui le classi inferiori hanno più fermate rispetto a quelle superiori. Ad esempio, sulla tratta Jogjakarta-Solo sono disponibili i treni "Sriwedari", dotati di aria condizionata e sedili trasversali, e anche il treno "Prambanan Express", che non è climatizzato, ma ha sedili longitudinali e più fermate. Nel frattempo, nell'area metropolitana di Giacarta, da metà 2013 è disponibile solo una classe di viaggio, dotata di aria condizionata e sedili longitudinali; tuttavia, una tradizione iniziata a metà degli anni '90 ha reso consuetudinario il fatto che i treni pendolari siano tecnicamente classificati come treni di "classe executive". I treni pendolari a Giacarta sono gestiti da Kereta Commuter Indonesia, una sussidiaria della "Indonesian Railways Co".

### Nord America
Negli Stati Uniti e in Canada, le classi dei treni emulano quelle delle compagnie aeree, sebbene queste ultime abbiano probabilmente preso i livelli di classe dai treni dell'epoca in cui erano presenti classi ben distinte tra loro (ad esempio, prima classe, classe business). I treni Amtrak Acela Express hanno due classi: Prima Classe e Classe Business. I treni Amtrak "Northeast Regional" hanno la classe business e "Coach Class". La compagnia ferroviaria canadese VIA Rail ha le stesse classi di Amtrak. I treni con vagoni letto hanno servizi aggiuntivi. I treni pendolari negli Stati Uniti e in Canada raramente offrono più classi di servizio.

### Regno Unito
Durante l'epoca vittoriana, la maggior parte dei treni nel Regno Unito aveva tre classi di servizio: prima classe, seconda classe e terza classe. Dal 1875, quando la Midland Railway ridesignò la sua seconda classe come terza classe, la seconda classe (equivalente alla classe economica premium o alla classe business) fu gradualmente dismessa, mentre la prima classe e la terza classe furono mantenute. Questo perché il "Railway Regulation Act" del 1844 richiedeva l'offerta di un servizio di terza classe. Inoltre, la terza classe britannica era inizialmente di uno standard paragonabile alla terza classe dell'Europa continentale, mentre la prima classe britannica era paragonabile con la prima classe europea (il continente aveva mantenuto tre classi). Ciò significava che i "treni-barca" in Gran Bretagna continuarono spesso a operare con tre classi di servizio dopo l'abolizione della seconda classe nel resto del paese. Dal 3 giugno 1956, British Railways ridesignò la terza classe come "seconda classe", rinominandola infine "classe standard" l'11 maggio 1987, in considerazione del significato dispregiativo del termine "seconda classe". Una carrozza con abbastanza spazio per più di una classe di viaggio è definita "composite coach".

### Taiwan
Prima del 1949, la maggior parte degli uffici ferroviari (sotto la direzione del ministero dei trasporti) aveva una struttura a tre classi. Come nella maggior parte dei casi contemporanei, poche persone potevano permettersi la prima classe o addirittura la seconda classe, quindi a volte su alcuni treni non era disponibile alcun servizio di prima o seconda classe. Alcuni arrivarono addirittura a offrire un "servizio" di quarta classe su carrozze merci. Nel 1949, il primo "Limited Express con posti riservati" apparve presso l'Ufficio Ferroviario di Taiwan e offriva un servizio a tre classi, ereditato localmente dal dominio coloniale giapponese. Questa struttura rimase la norma per tutti i treni fino al 1953.
Nel 1953, il treno "Equality Express" fu introdotto con sole carrozze di seconda classe. Col tempo, tutti i treni espressi, tranne il Limited Express, iniziarono a offrire solo il servizio di seconda classe, e tutti gli altri treni più lenti solo quello di terza classe. Ciò portò a un'associazione tra la qualità del servizio e la velocità del treno. Il treno "Diesel Limited Express" fu introdotto nel 1956 con una sola classe. Nel 1960, con la riforma dei treni Limited Express (il Limited Express con posti riservati e il Diesel Limited Express si fusero in un'unica tariffa), tutti i treni passeggeri offrivano ufficialmente una sola classe. Pertanto, tutti i treni espressi avevano solo carrozze di seconda classe e gli altri treni solo di terza classe. Con il passare del tempo, furono introdotti altri tipi di carrozze, ma questi furono considerati solo dei prototipi anziché delle classi vere e proprie.